# Hans-Jürgen Dörner
För andra betydelser, se Hans-Jürgen Dörner (olika betydelser).
Hans-Jürgen "Dixie" Dörner, född 25 januari 1951 i Görlitz, dåvarande Östtyskland, död 19 januari 2022 i Dresden, var en tysk (tidigare östtysk) fotbollsspelare och tränare. 
Dörner var en av DDR:s bästa fotbollsspelare och var lagets bästa spelare när DDR vann OS-guld i Montréal 1976. Dörner spelade som libero och var framförallt framgångsrikt med Dynamo Dresden där han vann liga- och cupguld ett flertal gånger. Dörner fick aldrig spela i ett stort mästerskap med landslaget. Efter den aktiva karriären Dörner verkade som tränare och drev en fotbollsskola.

## Meriter
- 96 A-landskamper för DDR
- Olympisk mästare 1976

## Klubbar
- SG Dynamo Dresden

## Tränarkarriär
- SV Werder Bremen